# Вельяминовы-Зерновы
Вельяминовы-Зерновы — древний русский дворянский род.
Прозвание рода происходит от имени Вельямин, которое является народной формой крестильного мужского имени Вениамин.
Род внесён в Бархатную книгу. При подаче документов (декабрь 1685), для внесения рода в Бархатную книгу, была предоставлена родословная роспись Вельяминовых (Зерновых). Данилой и Львом Андреевичами Вельяминовыми (Зерновыми) написана челобитная (1689/90) о разрешении писаться им Вельяминовыми-Зерновыми, для разделения от других родов Вельяминовых (потомков московского тысяцкого Протасия). Царский указ о разрешении Льву Андреевичу Вельяминову с родственниками писаться Вельяминовыми-Зерновыми был подписан (1691/92).
Вельяминовы-Зерновы записаны в VI части дворянских родословных книг Московской, Орловской и Тверской губерний.

## Происхождение и история рода
Происходит от костромского боярина Дмитрия Александровича Зерно, имевшего новгородские корни, и служившего Ивану Калите (1288—1340). Младшая ветвь известных родов Сабуровых и Годуновых. По легендарной версии основателем фамилии был князь Чет, но эта гипотеза отвергнута современными исследователями как анахронизм. Дмитрий Зерно имел детей Константина Шею (умер ок. 1406), Дмитрия Зернова и Ивана Красного Зернова, последний из которых имел детей Ивана Годуна (родоначальник Годуновых), Федора Сабура (родоначальник Сабуровых) и Дмитрия, внук которого, Вениамин Андреевич (VI колено), является родоначальником Вельяминовых-Зерновых.
Григорий Вениаминович по прозванию Стерляг наместник в Великих Луках (1500). Иван Вениаминович по прозванию Брех воевода на Каме (1505 и 1506), утонул в Каме. Григорий Фёдорович воевода в Шведском походе (1549), Иван Фёдорович в Полоцком походе (1551), Андрей Фёдорович в Казанском походе (1544). Иван Григорьевич по прозванию Деша наместник в Капорье (1580—1582). Михаил Иванович наместник Каширский (1594), послан к императору Рудольфу II (1595).
Дмитрий Иванович окольничий (умер 1604). Шестеро представителей рода убиты в Конотопской битве (1659), семеро убиты под Чигирином (1678).
Вельяминовы-Зерновы владели поместьями в Московском, Ярославском, Нижегородском, Клинском, Каширском и Костромском уездах.
Девятнадцать представителей рода владели населёнными имениями (1699).

## Известные представители
- Вельяминов (Зернов) Иван Андреевич — стольник, воевода в Полоцке (1659—1661), Козлове (1664—1666), Пскове (1666—1667), Смоленске (1668) Тамбове (1699).
- Вельяминов (Зернов) Иван Иванович — стольник, воевода в Смоленске (1667—1668), Тамбове (1699).
- Вельяминов-Зернов Фёдор Леонтьевич — стряпчий (1692).
- Вельяминовы-Зерновы: Фёдор Михайлович и Петр Иванович — стольники царицы Прасковьи Фёдоровны (1692).
- Вельяминов-Зернов Иван Никифорович — стольник (1692).
- Вельяминов-Зернов Роман — воевода в Царицыне (1694).
- Вельяминов-Зернов Василий Степанович — стольник (1696)[6][7][4].

- Вельяминов-Зернов, Андрей Петрович — воевода в правление царя Бориса Годунова.
- Вельяминов-Зернов, Владимир:[править]  -  Вельяминов-Зернов, Владимир Владимирович (1830—1904) — русский историк-востоковед, почётный член Академии наук; тайный советник.
  -  Вельяминов-Зернов, Владимир Фёдорович (1784—1831) — статский советник, юрист; литератор.
- Вельяминов-Зернов, Иван Яковлевич (ум. после 1654) — дворянин московский (с 1622 года), стольник и воевода.
- Вельяминов-Зернов, Мирон Андреевич (ум. около 1645) — окольничий и воевода.
- Вельяминов-Зернов, Митрофан Алексеевич (1839—1903) — генерал-лейтенант, участник Кавказской и Русско-турецкой (1877—1878) войн.
- Вельяминов-Зернов, Пётр:[править]  -  Вельяминов-Зернов, Пётр Дмитриевич — стряпчий, голова сотенный и воевода.
  -  Вельяминов-Зернов, Пётр Иванович (?) — московский вице-губернатор (1727—1738).
- Вельяминов-Зернов, Никита Дмитриевич (ум. 1638) — окольничий и воевода, боярин Лжедмитрия II.
- Вельяминов-Зернов, Юрий Иванович — воевода в конце XVI века.

## Описание герба
Щит, разделённый горизонтально на две части, имеет верхнюю малую, а нижнюю пространную, из коих в верхней в чёрном горностаевом поле крестообразно изображены золотые: булава, стрела и чрез них висящий кистень. В нижней части, перпендикулярно разрезанной на два поля, голубое и красное, видна выходящая из облаков рука в латах с мечом (польский герб Малая Погоня).
Щит увенчан обыкновенным дворянским шлемом с дворянской на нем короной и страусовыми перьями красного, голубого и чёрного цветов. Намёт на щите голубой и красный, подложенный золотом. Герб рода Вельяминовых-Зерновых внесён в Часть 4 Общего гербовника дворянских родов Всероссийской империи, стр. 26.